# Political Film Society
Die Political Film Society ist eine nicht-kommerzielle Organisation, die 1986 in Honolulu als ein Projekt der Hawaiʻi Political Studies Association gegründet wurde. Der Hauptsitz wurde 1998 nach Hollywood verlegt.
Die Political Film Society zeichnet Filme mit politisch wertvollem Inhalt aus, u. a. in den Kategorien Demokratie, Menschenrechte und Frieden.
In der jährlich stattfindenden Mitgliederversammlung wird ein aus drei Personen bestehender Vorstand gewählt. Diese drei Personen wiederum wählen den Generaldirektor (CEO). Michael Haas ist seit ihrer Gründung CEO der Organisation.
Seit 1987 zeichnet die Political Film Society jährlich Filme mit den Political Film Society Awards aus, die auch unter dem Namen Stanley Awards bekannt sind.